# Trissino
Pour les articles homonymes, voir Trissino (homonymie).
Trissino est une commune de la province de Vicence dans la Vénétie en Italie.

## Économie
Trissino possède un aéroport dont le code AITA est : VIC pour Vicenza/Trissino.

## Administration
| Période                                  | Période      | Identité       | Étiquette | Qualité |
| ---------------------------------------- | ------------ | -------------- | --------- | ------- |
| 1975                                     | 1995         | Vinicio Perin  |           |         |
| 1995                                     | 14 juin 2004 | Aldo Peruffo   |           |         |
| 14 juin 2004                             | 7 juin 2009  | Vinicio Perin  |           |         |
| 7 juin 2009                              | En cours     | Claudio Rancan |           |         |
| Les données manquantes sont à compléter. |              |                |           |         |

### Hameaux
Lovara, San Benedetto, Selva

### Communes limitrophes
Arzignano, Brogliano, Castelgomberto, Montecchio Maggiore, Nogarole Vicentino